# Thuret
Thuret é uma comuna francesa na região administrativa de Auvérnia-Ródano-Alpes, no departamento Puy-de-Dôme. Estende-se por uma área de 16,86 km². Em 2010 a comuna tinha 962 habitantes (densidade: 57,1 hab./km²).